# Constantin Hansen
Pour les articles homonymes, voir Hansen.
Carl Christian Constantin Hansen (né le 3 novembre 1804 à Rome – mort le 29 mars 1880 à Copenhague) est un peintre d'histoire danois.

## Œuvres
Les enfants et les adolescents peuplent bon nombre de ses toiles, souvent représentés les yeux grands ouverts sur le monde.
- Un groupe d'artistes danois à Rome (1837), Statens Museum for Kunst, Copenhague[2]
- L'Assemblée nationale constituante (1861-1865)
- Les Sœurs de l’artiste Signe et Henriette lit (1826), huile sur toile, 65 × 56 cm, Statens Museum for Kunst, Copenhague[3]

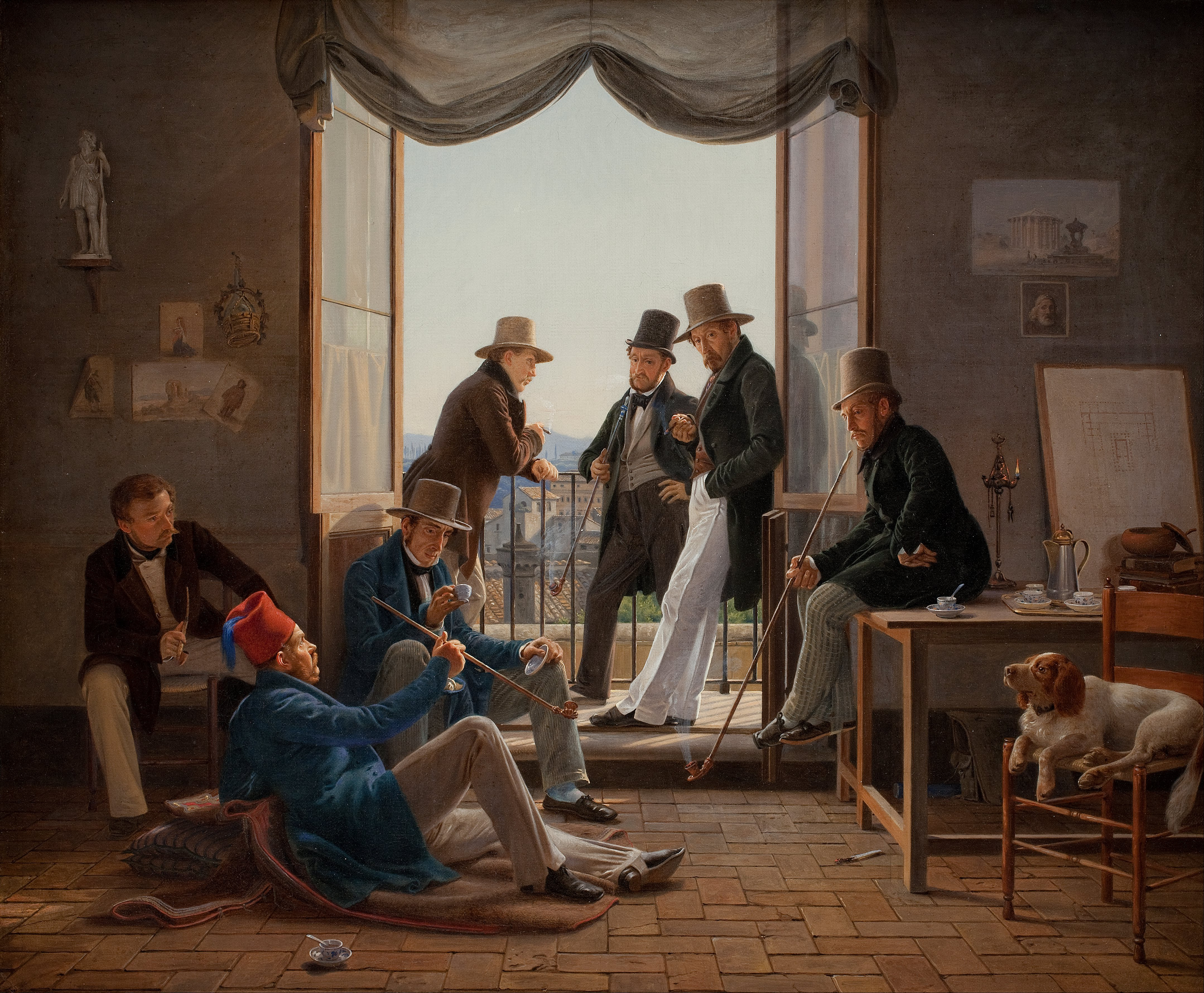
Un groupe d'artistes danois à Rome 1837 - Copenhague Statens Museum for Kunst

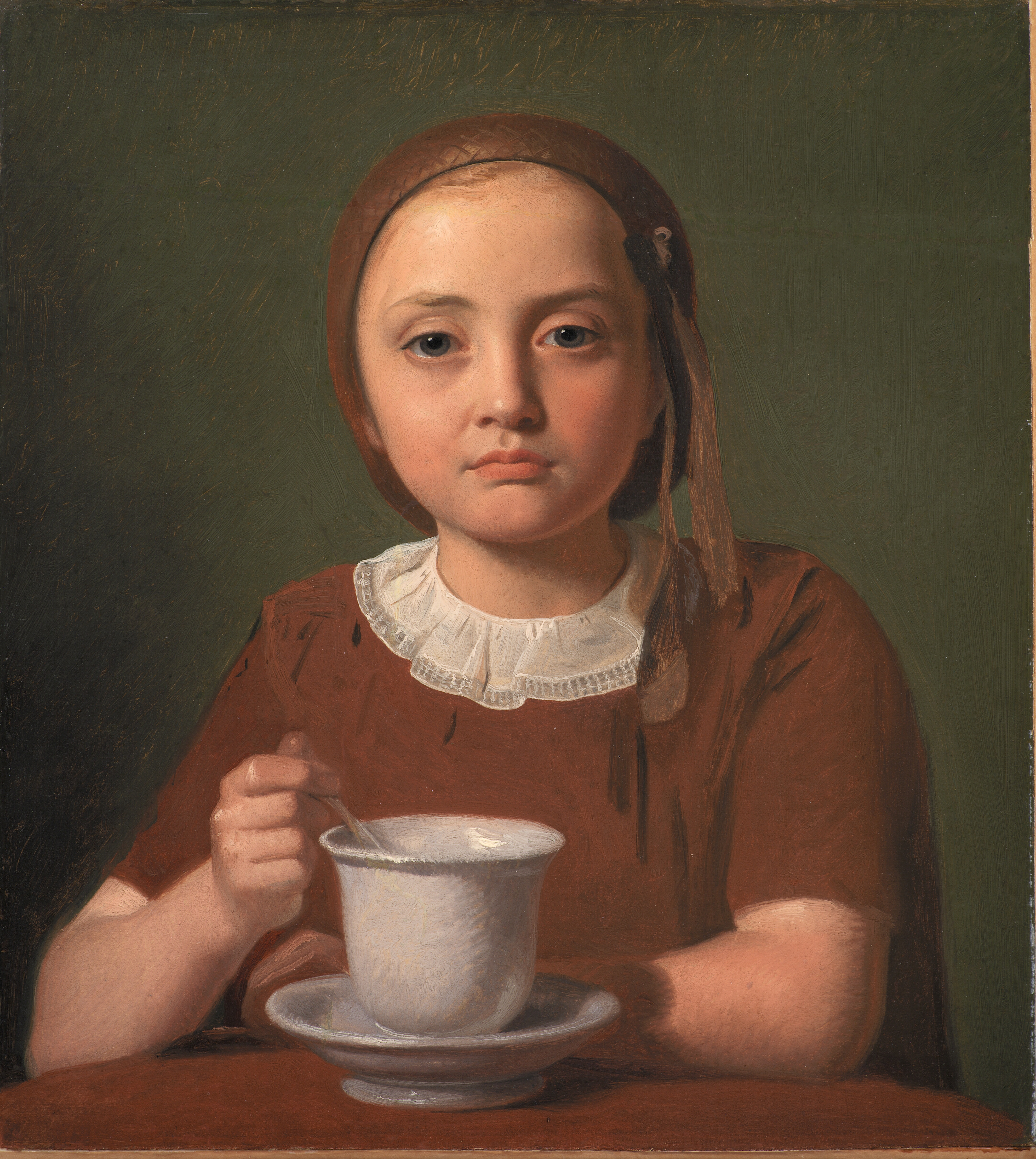
Petite fille, Ekise Kobke avec un bol, Copenhague, Statens Museum for Kunst
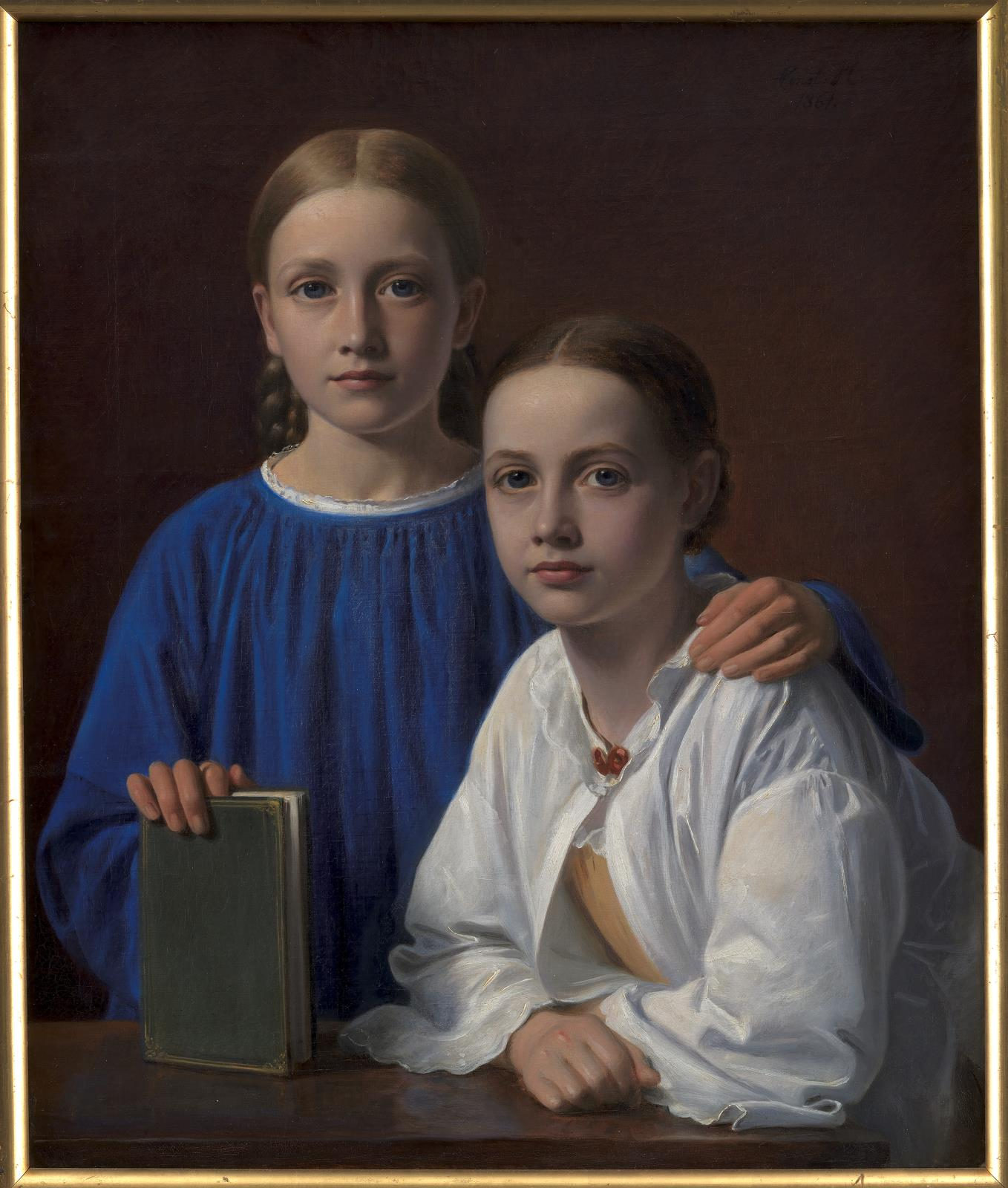
Meta Magdelene Hammerich et Kristiane Konstantin Hansen (fille de l'Artiste), 1861 - Copenhague Statens Museum for Kunst
Fillette avec des fruits dans un panier, 1827 - Copenhague Statens Museum for Kunst